# Polizeiruf 110: Zwei Brüder
Zwei Brüder ist ein deutscher Kriminalfilm von Nils Willbrandt aus dem Jahr 2011 – die 324. Folge innerhalb der Filmreihe Polizeiruf 110 und der zweite Fall für Hauptkommissarin Olga Lenski, der Hauptmeister Horst Krause in seinem 18. Fall zur Seite steht.

## Handlung
Gestütsbesitzer Karl Hartmann wird tot in einer der Pferdeboxen gefunden, und ein wertvolles Rennpferd ist verschwunden. Kriminalhauptkommissarin Olga Lenski und Polizeihauptmeister Horst Krause werden zu dem Gestüt gerufen. So wie die Spurenlage ist, scheint die Tat nicht geplant, aber dennoch gezielt ausgeführt worden zu sein. Lenski und Krause befragen zunächst Charlotte Hartmann und ihre Söhne Markus und Dennis, die mit in dem Familienbetrieb arbeiten. Allem Anschein nach, sind die Brüder nicht sehr miteinander verbunden.
Ein erster Verdacht fällt auf Stallmeister Heiko Wessel, der vor einer Woche entlassen wurde. Lenski trifft ihn in Berlin Hoppegarten auf der Rennbahn. Er gibt zu, zwar wegen der Entlassung sauer gewesen zu sein, aber er habe zehn Jahre im Gestüt gearbeitet, was eher verbinde als trenne. Von ihm erfährt die Kommissarin von den Spannungen zwischen den Söhnen Hartmanns. Sie wollten um jeden Preis ihren Vater beeindrucken und wetteiferten stets miteinander, weshalb Dennis auch das teure Rennpferd gekauft habe, obwohl er vom Pferderennen eigentlich keine Ahnung hatte. Markus wurde von seinem Vater eher akzeptiert und hatte die Gestütsleitung gut im Griff. Insgesamt scheint die Familie aber nur für ihre Arbeit im Gestüt funktioniert zu haben. Karl Hartmann galt als unnahbarer und strenger Geschäftsmann, der kaum Freunde hatte. Auch Charlotte Hartmann litt unter ihrem Mann.
Als Krause das Alibi von Heiko Wessel noch einmal überprüfen will, folgt er ihm zu einem alten Stallgelände. Ungewollt führt dieser ihn zu dem gestohlenen Pferd. Wessel wird vernommen und gibt zu, das Pferd entführt zu haben, wie er sagt, um Dennis Hartmann einen Denkzettel zu verpassen, da er seinetwegen seine Anstellung verloren habe. Er habe nur das Pferd geholt, mit Hartmanns Tod habe er nichts zu tun.
Lenski fällt ein recht vertrautes Verhältnis zwischen Dennis Hartmann und dem Tierarzt Dr. Lutz auf, der die Pferde im Gestüt medizinisch betreut. Nach mehrfacher Befragung räumt er ein, auf Dennis’ Wunsch hin das Rennpferd gedopt zu haben. Karl Hartmann hatte dies herausgefunden und daraufhin Dennis vom Hof geworfen. Für Lenski wäre dies ein starkes Mordmotiv, doch Dennis streitet vehement ab, seinen Vater erschlagen zu haben.
Krause entdeckt einen Zusammenhang zwischen dem Apotheker Alex Neuwald und Karl Hartmann. Für ihn steht schnell zweifelsfrei fest, dass sie eine sexuelle Beziehung hatten. Neuwald wird daraufhin verhört und er erklärt, dass Hartmanns Frau davon erfahren hatte. Sie habe ihm Geld angeboten, damit er die Beziehung beende. Nachdem Lenski Charlotte Hartmann mit den Fakten konfrontiert, gibt sie zu, ihren Mann getötet zu haben. Sie sei ihm in den Stall gefolgt, als er mitten in der Nacht dorthin gegangen sei, da er den Diebstahl bemerkt habe. Sie hatten miteinander gestritten, und in ihrer Wut habe sie nach einem Werkzeug gegriffen und zugeschlagen.

## Hintergrund
Zwei Brüder wurde im Auftrag des RBB von „Studio Hamburg Berlin Filmproduktion“ produziert und in Potsdam und Satzkorn gedreht.

## Kritik
Rainer Tittelbach von tittelbach.tv wertet anerkennend: „Nils Willbrandts Film hat viele wunderbare, kleine Momente, arbeitet (mehr als nur) stimmungsvolle Einstellungen der brandenburgischen Natur […] stimmig in die Handlung ein. Eine sehr passende Idee zu dieser Einheit von Landschaft, Charakteren und Stimmung ist die finale Gegenüberstellung der Tatverdächtigen am Tatort: eine Art Psycho-Sitzung im Stall. Dass dieses Familiendrama auch unter dem Krimi-Aspekt überzeugt, lässt einen sehr zuversichtlich in die Zukunft des RBB-‚Polizeirufs‘ blicken.“
Die Kritiker der Fernsehzeitschrift TV Spielfilm vergaben die bestmögliche Wertung (Daumen nach oben) und schrieben: „Der Fall braucht eine Weile, um in die Hufe zu kommen, die lyrisch-ruhigen Bilder der brandenburgischen Landschaft sind allerdings ein Genuss. Ebenso die Darsteller: Simon ist zugleich schnoddrig und ätherisch, Horst Krause gibt den Krause herrlich trocken wie gewohnt.“ Als Gesamtfazit zogen sie: „Lyrischer Landkrimi mit ruhigen Fahndern“.
T-Online meint allerdings: „Durch die Vielzahl der Verstrickungen, die auch für die etwas konstruierte Auflösung verantwortlich waren, ging diese durchaus interessante Botschaft leider etwas unter.“